# Numerus (ejército romano)

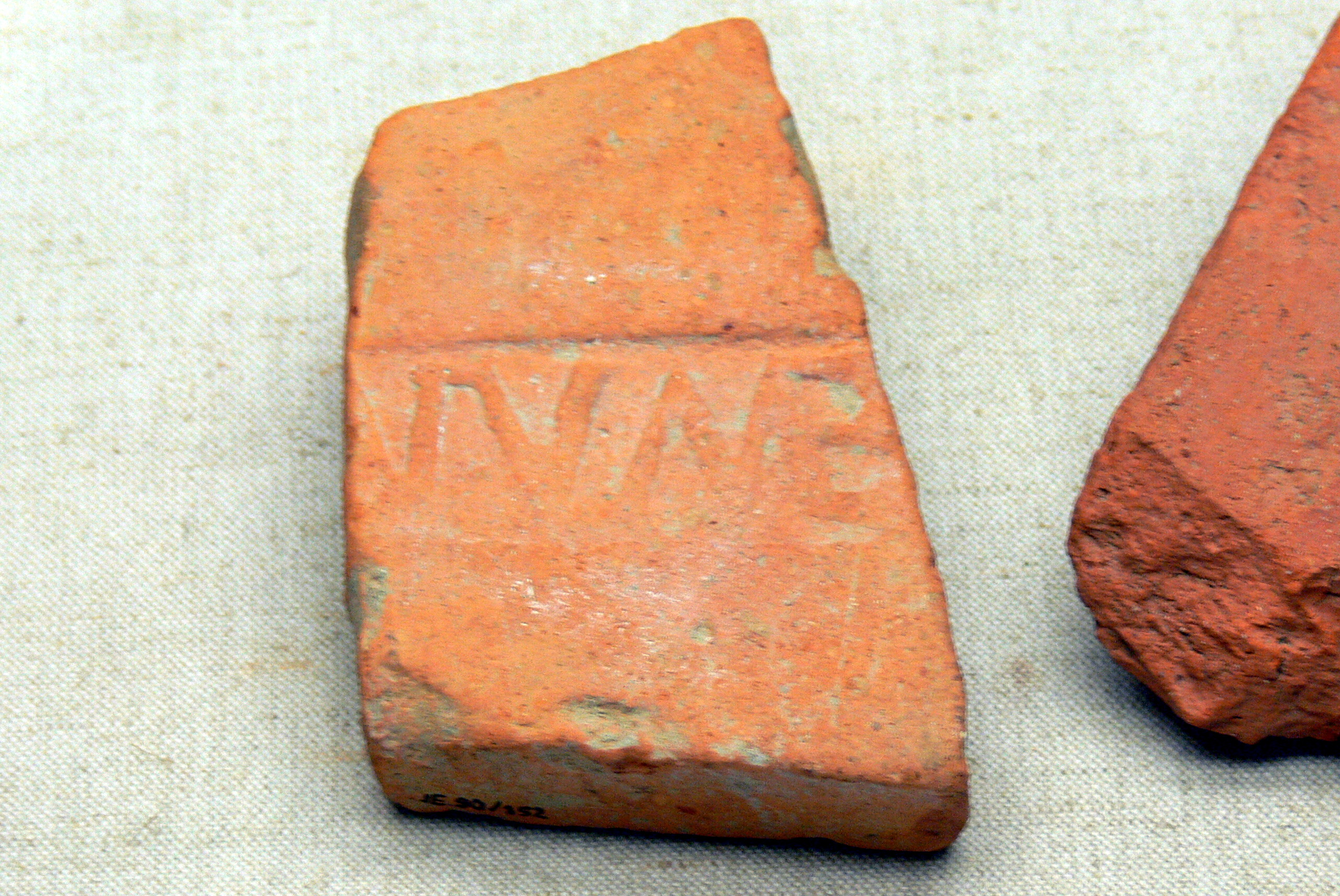
Sello de ladrillo de Numerus en Passau.

El numerus (latín numerus, plural numeri; literalmente: 'número', análogamente: 'unidad') se refiere a una pequeña fuerza auxiliar del ejército romano que operaba principalmente de manera independiente y para tareas especiales. Existe una distinción básica entre los numeri de origen étnico o los nacionales que fueron utilizados originalmente en ciertas áreas del Imperio (o más allá de las fronteras), y los numeri de vexillationes que se asignaron de las unidades existentes.
En el ejército imperial romano (30 a. C. - 284), se refería a unidades de aliados bárbaros que no estaban integradas en la estructura regular del ejército de legiones y auxiliares. Dichas unidades tenían una fuerza que dependía del lugar y de sus características y su organización y equipamiento probablemente variaban según el origen étnico de la unidad. El término también llegó a aplicarse a destacamentos casi permanentes de unidades regulares del ejército romano.
Los numeri étnicos solían combatir según sus tradiciones y usualmente no servían en su área de origen. Normalmente eran unidades mixtas de infantería y caballería. La caballería estaba formada sobre todo por hispanos, galos y germanos. Entre aproximadamente mediados del siglo II y mediados del siglo III, existían varios numeri, como ejemplo, los estacionados en El Kantara, numerus Hemesenorum o la unidad especial de arqueros, en su gran mayoría procedentes de Oriente y principalmente de Palmira que integraban el denominado numerus Palmyrenorum sagittariorum.
En el ejército romano tardío (284–395), un numerus era una unidad de infantería regular de los limitanei, o fuerzas de la frontera.